# العلاقات الجامايكية الأيرلندية
العلاقات الجامايكية الأيرلندية هي العلاقات الثنائية التي تجمع بين جامايكا وجمهورية أيرلندا.

## مقارنة بين البلدين
هذه مقارنة عامة ومرجعية للدولتين:
| وجه المقارنة                                              | جامايكا       | جمهورية أيرلندا                                       |
| --------------------------------------------------------- | ------------- | ----------------------------------------------------- |
| المساحة (كم2)                                             | 10.99 ألف     | 70.27 ألف                                             |
| عدد السكان (نسمة)                                         | 2.95 مليون    | 4.76 مليون                                            |
| الكثافة السكانية (ن./كم²)                                 | 268.43        | 67.74                                                 |
| العاصمة                                                   | كينغستون      | دبلن                                                  |
| اللغة الرسمية                                             | لغة إنجليزية  | اللغة الأيرلندية، لغة إنجليزية، الإنجليزية الأيرلندية |
| العملة                                                    | دولار جامايكي | جنيه أيرلندي، يورو، عملات اليورو الأيرلندية           |
| الناتج المحلي الإجمالي (بليون دولار)                      | 14.77 مليار   | 333.73 مليار                                          |
| الناتج المحلي الإجمالي (تعادل القوة الشرائية) بليون دولار | 24.79 مليار   | 318.16 مليار                                          |
| الناتج المحلي الإجمالي الاسمي للفرد دولار أمريكي          | 5.23 ألف      | 61.13 ألف                                             |
| الناتج المحلي الإجمالي للفرد دولار أمريكي                 | 8.88 ألف      |                                                       |
| مؤشر التنمية البشرية                                      | 0.719         | 0.916                                                 |
| رمز المكالمات الدولي                                      | +1876         | +353                                                  |
| رمز الإنترنت                                              | .jm           | .ie                                                   |
| المنطقة الزمنية                                           | 00            | 00، ت ع م+01:00، أوروبا/دبلن ‏                         |

## منظمات دولية مشتركة
يشترك البلدان في عضوية مجموعة من المنظمات الدولية، منها:
| علم المنظمة | اسم المنظمة                               | تاريخ انضمام جامايكا | تاريخ انضمام جمهورية أيرلندا |
| ----------- | ----------------------------------------- | -------------------- | ---------------------------- |
|             | يونسكو                                    | 7 نوفمبر 1962        | 3 أكتوبر 1961                |
|             | وكالة ضمان الاستثمار متعدد الأطراف        | 12 أبريل 1988        | 27 أكتوبر 1989               |
|             | الأمم المتحدة                             | 18 سبتمبر 1962       | 14 ديسمبر 1955               |
|             | الاتحاد البريدي العالمي                   | ?                    | ?                            |
|             | البنك الدولي للإنشاء والتعمير             | 21 فبراير 1963       | 8 أغسطس 1957                 |
|             | المنظمة الهيدروغرافية الدولية             | ?                    | ?                            |
|             | الاتحاد الدولي للاتصالات                  | 18 فبراير 1963       | 8 ديسمبر 1923                |
|             | منظمة حظر الأسلحة الكيميائية              | ?                    | ?                            |
|             | مؤسسة التمويل الدولية                     | 31 مارس 1964         | 11 سبتمبر 1958               |
|             | المركز الدولي لتسوية المنازعات الاستشارية | 14 أكتوبر 1966       | 7 مايو 1981                  |
|             | منظمة التجارة العالمية                    | ?                    | ?                            |
|             | منظمة الشرطة الجنائية الدولية             | ?                    | ?                            |

## أعلام
هذه قائمة لبعض الشخصيات التي تربطها علاقات بالبلدين:
- شين سكانيل (لاعب كرة قدم بريطاني، 19 سبتمبر 1990 – )
- كلنتون موريسون (لاعب كرة قدم أيرلندي، 14 مايو 1979[20] – )
- ليدي كولن كامبل (17 أغسطس 1949 – )
- ميخائيل مانلي (سياسي جمايكي، 10 ديسمبر 1924[21][22][23] – 6 مارس 1997[21][22][23])
- نورمان مانلي (4 يوليو 1893 – 2 سبتمبر 1969[24])

## وصلات خارجية
- موقع وزارة الخارجية الجامايكية
- موقع وزارة الخارجية الأيرلندية